# Jessika Gbaï
Jessika Lauren Maca Gbaï alias Jess (née le 29 décembre 1998) est une athlète ivoiro-américaine spécialiste des épreuves de sprint. Elle évolue dans le club Empire Athletics. Représentant la Côte d'Ivoire sur la scène internationale, elle est depuis 2024, championne d'Afrique du 200 mètres. Elle détient le record ivoirien de 300 mètres et 400 mètres. Elle a participé pour la première fois aux Jeux olympiques d'été à Paris en 2024.

## Biographie
Jessika Gbaï est née le 29 décembre 1998 à Daloa,. Elle a déménagé à Philadelphie  lorsqu’elle était enfant, elle possède les deux nationalités (ivorienne et américaine). Elle est diplômée de l'Université Howard aux États-Unis en 2022. Elle est double majeure en biologie et sciences politiques.

## Carrière sportive
Jessika Gbaï évolue dans le club américain Empire Athletics et se fait entraîner par Gary Evans. Le 1er juin 2022, elle est autorisée par World Athletics à représenter la Côte d’Ivoire.
La même année, Jessika Gbaï alias « Jess », participe aux premiers mondiaux de sa carrière à l'occasion des Championnats du monde d'athlétisme à Eugene, aux Etats-Unis. Elle est éliminée en demi-finale.
Elle détient depuis le 13 avril 2024, le record national des 400 mètres en Côte d'Ivoire réalisé en 51 s 94 sur la piste de Percy Beard à Gainesville, en Floride.
Elle décroche sa qualification pour les Jeux olympiques 2024 en remportant la médaille d'or aux 200 mètres, lors des Jeux de la francophonie tenus à Kinshasa en 2023.
Le 30 juin 2023, elle bat le record de Côte d'Ivoire du relais 4 x 100 mètres lors de l'Athletissima de Lausanne en 42 s 23, record du meeting et victoire, aux côtés de Marie-Josée Ta Lou, Maboundou Koné et Murielle Ahouré-Demps. Le relais ivoirien se qualifie pour les championnats du monde 2023, une première depuis 20 ans et l'édition 2003 à Paris, et se rapproche d'une qualification pour les Jeux olympiques de 2024 à Paris, compétition à laquelle la Côte d'Ivoire n'a pas aligné de relais depuis 1992 à Barcelone.
Le 26 juin 2024, elle décroche la médaille d'or à l'épreuve du 200 mètres aux Championnats d'Afrique à Douala avec un chrono de 22 s 84 et devient la nouvelle championne d'Afrique du 200 mètres. Le 5 août 2024 aux Jeux olympiques d'été à Paris, elle termine à la 8e place de la finale de l'épreuve du 200 mètres avec un temps de 22 s 70. Le 8 août 2024, à ces mêmes Jeux, l'équipe féminine ivoirienne de relais 4 x 100 mètres dont elle fait partie est disqualifiée au premier tour due à une infraction de voie.

## Palmarès
| Date | Compétition                        | Lieu     | Résultat | Épreuve | Temps   |
| ---- | ---------------------------------- | -------- | -------- | ------- | ------- |
| 2022 | Championnats du monde d'athlétisme | Eugene   | -        | 200 m   | 22 s 89 |
| 2023 | Jeux de la Francophonie            | Kinshasa | 1re      | 200 m   | 22 s 53 |
| 2023 | Jeux de la Francophonie            | Kinshasa | 2e       | 100 m   | 11 s 24 |
| 2024 | Championnats d'Afrique             | Douala   | 1re      | 200 m   | 22 s 84 |
| 2024 | Jeux olympiques d'été de 2024      | Paris    | 8e       | 200 m   | 22 s 70 |

## Records
| Épreuve | Temps        | Lieu       | Date          |
| ------- | ------------ | ---------- | ------------- |
| 400 m   | 51 s 94 (NR) | Gainsville | 13 avril 2024 |